# Steatocranus casuarius
El cíclido cabeza de león (Steatocranus casuarius) es una especie de peces de la familia Cichlidae en el orden de los Perciformes.

## Morfología
Los machos pueden llegar alcanzar los 10 cm de longitud total.

## Distribución geográfica
Se encuentran en África: Río Congo. .